# Khatri–Rao-szorzat
Mátrixok szorzásánál a  Khatri–Rao-szorzat definíciója:
{\displaystyle \mathbf {A} \ast \mathbf {B} =(\mathbf {A} _{ij}\otimes \mathbf {B} _{ij})_{ij}}, ahol az ij indexű blokk mipi × njqj méretű Kronecker-szorzata a megfelelő blokkoknak, feltéve, hogy a két mátrix blokkjainak száma azonos. A szorzat mérete (Σi mipi) × (Σj njqj).
Példák:
1. példa:
{\displaystyle \mathbf {A} =\left[{\begin{array}{c | c}\mathbf {A} _{11}&\mathbf {A} _{12}\\\hline \mathbf {A} _{21}&\mathbf {A} _{22}\end{array}}\right]=\left[{\begin{array}{c c | c}1&2&3\\4&5&6\\\hline 7&8&9\end{array}}\right],\quad \mathbf {B} =\left[{\begin{array}{c | c}\mathbf {B} _{11}&\mathbf {B} _{12}\\\hline \mathbf {B} _{21}&\mathbf {B} _{22}\end{array}}\right]=\left[{\begin{array}{c | c c}1&4&7\\\hline 2&5&8\\3&6&9\end{array}}\right],}
{\displaystyle \mathbf {A} \ast \mathbf {B} =\left[{\begin{array}{c | c}\mathbf {A} _{11}\otimes \mathbf {B} _{11}&\mathbf {A} _{12}\otimes \mathbf {B} _{12}\\\hline \mathbf {A} _{21}\otimes \mathbf {B} _{21}&\mathbf {A} _{22}\otimes \mathbf {B} _{22}\end{array}}\right]=\left[{\begin{array}{c c | c c}1&2&12&21\\4&5&24&42\\\hline 14&16&45&72\\21&24&54&81\end{array}}\right].}
2. példa: oszloponkénti Khatri–Rao-szorzat:
{\displaystyle \mathbf {C} =\left[{\begin{array}{c | c | c}\mathbf {C} _{1}&\mathbf {C} _{2}&\mathbf {C} _{3}\end{array}}\right]=\left[{\begin{array}{c | c | c}1&2&3\\4&5&6\\7&8&9\end{array}}\right],\quad \mathbf {D} =\left[{\begin{array}{c | c | c }\mathbf {D} _{1}&\mathbf {D} _{2}&\mathbf {D} _{3}\end{array}}\right]=\left[{\begin{array}{c | c | c }1&4&7\\2&5&8\\3&6&9\end{array}}\right],}
kapjuk, hogy:
{\displaystyle \mathbf {C} \ast \mathbf {D} =\left[{\begin{array}{c | c | c }\mathbf {C} _{1}\otimes \mathbf {D} _{1}&\mathbf {C} _{2}\otimes \mathbf {D} _{2}&\mathbf {C} _{3}\otimes \mathbf {D} _{3}\end{array}}\right]=\left[{\begin{array}{c | c | c }1&8&21\\2&10&24\\3&12&27\\4&20&42\\8&25&48\\12&30&54\\7&32&63\\14&40&72\\21&48&81\end{array}}\right].}

## Face-splitting-szorzat
Példák:
{\displaystyle \mathbf {C} =\left[{\begin{array}{c c}\mathbf {C} _{1}\\\hline \mathbf {C} _{2}\\\hline \mathbf {C} _{3}\\\end{array}}\right]=\left[{\begin{array}{c  c  c}1&2&3\\\hline 4&5&6\\\hline 7&8&9\end{array}}\right],\quad \mathbf {D} =\left[{\begin{array}{c }\mathbf {D} _{1}\\\hline \mathbf {D} _{2}\\\hline \mathbf {D} _{3}\\\end{array}}\right]=\left[{\begin{array}{c  c  c }1&4&7\\\hline 2&5&8\\\hline 3&6&9\end{array}}\right],}
{\displaystyle \mathbf {C} \bullet \mathbf {D} =\left[{\begin{array}{c }\mathbf {C} _{1}\otimes \mathbf {D} _{1}\\\hline \mathbf {C} _{2}\otimes \mathbf {D} _{2}\\\hline \mathbf {C} _{3}\otimes \mathbf {D} _{3}\\\end{array}}\right]=\left[{\begin{array}{c  c  c  c  c  c  c  c  c }1&4&7&2&8&14&3&12&21\\\hline 8&20&32&10&25&40&12&30&48\\\hline 21&42&63&24&48&72&27&54&81\end{array}}\right].}

### Tulajdonságai
{\displaystyle \left(\mathbf {A} \bullet \mathbf {B} \right)^{\textsf {T}}={\textbf {A}}^{\textsf {T}}\ast \mathbf {B} ^{\textsf {T}}}
{\displaystyle (\mathbf {A} \bullet \mathbf {B} )\left(\mathbf {A} ^{\textsf {T}}\ast \mathbf {B} ^{\textsf {T}}\right)=\left(\mathbf {A} \mathbf {A} ^{\textsf {T}}\right)\circ \left(\mathbf {B} \mathbf {B} ^{\textsf {T}}\right)},
{\displaystyle (\mathbf {A} \ast \mathbf {B} )^{\textsf {T}}(\mathbf {A} \ast \mathbf {B} )=(\mathbf {A} ^{\textsf {T}}\mathbf {A} )\circ (\mathbf {B} ^{\textsf {T}}\mathbf {B} )},
{\displaystyle \circ } - Hadamard-szorzat.
{\displaystyle (\mathbf {A} \bullet \mathbf {B} )(\mathbf {C} \ast \mathbf {D} )=(\mathbf {A} \mathbf {C} )\circ (\mathbf {B} \mathbf {D} )}.
{\displaystyle (\mathbf {A} \otimes \mathbf {B} )(\mathbf {C} \ast \mathbf {D} )=(\mathbf {A} \mathbf {C} )\ast (\mathbf {B} \mathbf {D} )}
{\displaystyle (\mathbf {A} \bullet \mathbf {B} )(\mathbf {C} \otimes \mathbf {D} )=(\mathbf {A} \mathbf {C} )\bullet (\mathbf {B} \mathbf {D} )}
{\displaystyle (\mathbf {A} \bullet \mathbf {L} )(\mathbf {B} \otimes \mathbf {M} )...(\mathbf {C} \otimes \mathbf {S} )(\mathbf {K} \ast \mathbf {T} )=(\mathbf {A} \mathbf {B} ...\mathbf {C} \mathbf {K} )\circ (\mathbf {L} \mathbf {M} ...\mathbf {S} \mathbf {T} )}

## Block Face-Splitting-szorzat

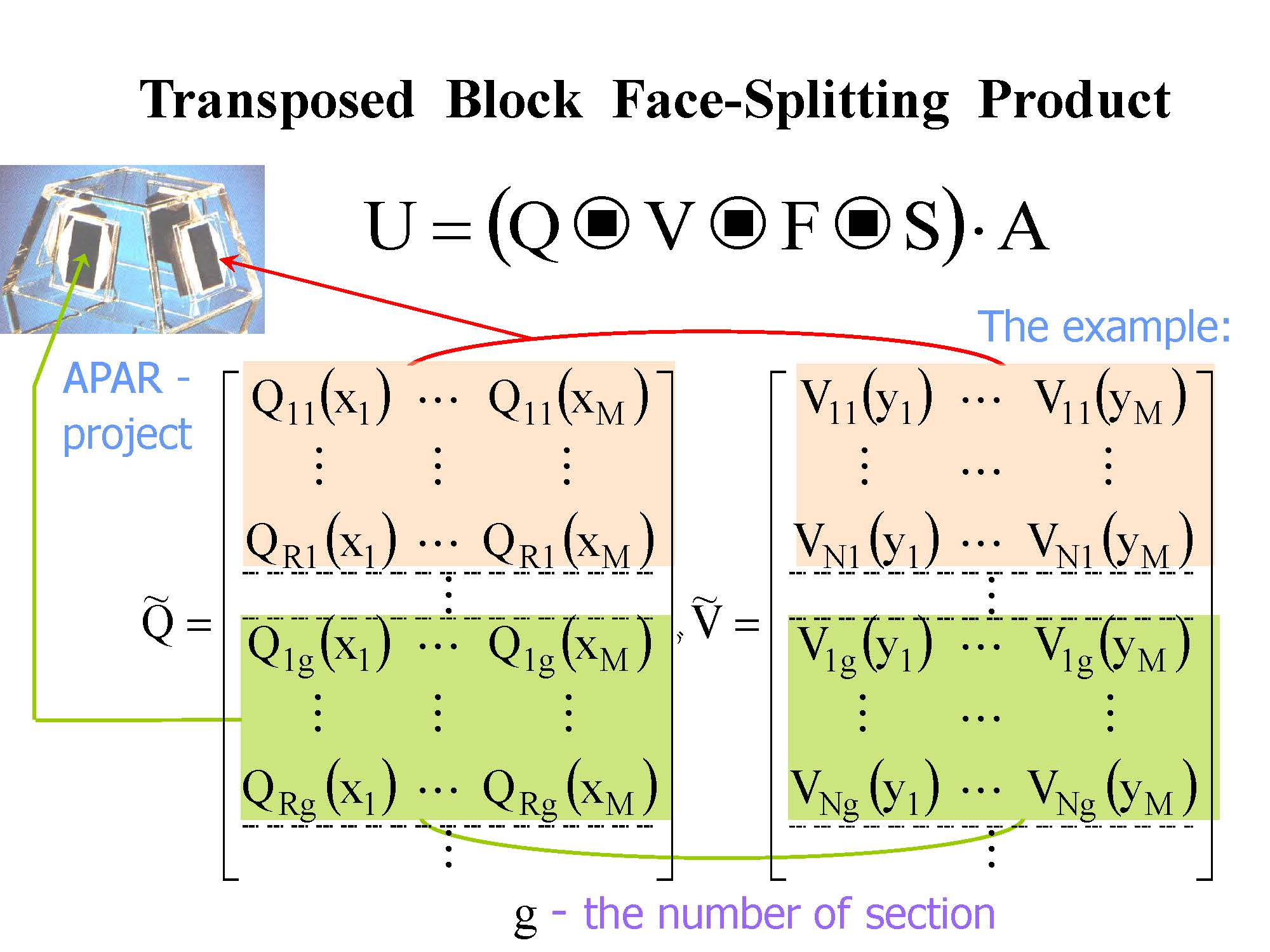
Transzponált Block Face-Splitting-szorzat

Példák:
{\displaystyle \mathbf {A} =\left[{\begin{array}{c | c}\mathbf {A} _{11}&\mathbf {A} _{12}\\\hline \mathbf {A} _{21}&\mathbf {A} _{22}\end{array}}\right],\quad \mathbf {B} =\left[{\begin{array}{c | c}\mathbf {B} _{11}&\mathbf {B} _{12}\\\hline \mathbf {B} _{21}&\mathbf {B} _{22}\end{array}}\right],}
{\displaystyle \mathbf {A} [\bullet ]\mathbf {B} =\left[{\begin{array}{c | c}\mathbf {A} _{11}\bullet \mathbf {B} _{11}&\mathbf {A} _{12}\bullet \mathbf {B} _{12}\\\hline \mathbf {A} _{21}\bullet \mathbf {B} _{21}&\mathbf {A} _{22}\bullet \mathbf {B} _{22}\end{array}}\right]}.

### A transzponált Block Face-Splitting-szorzat[3][5]
{\displaystyle \mathbf {A} [\ast ]\mathbf {B} =\left[{\begin{array}{c | c}\mathbf {A} _{11}\ast \mathbf {B} _{11}&\mathbf {A} _{12}\ast \mathbf {B} _{12}\\\hline \mathbf {A} _{21}\ast \mathbf {B} _{21}&\mathbf {A} _{22}\ast \mathbf {B} _{22}\end{array}}\right]}.

#### Tulajdonságai
{\displaystyle \left(\mathbf {A} [\ast ]\mathbf {B} \right)^{\textsf {T}}={\textbf {A}}^{\textsf {T}}[\bullet ]\mathbf {B} ^{\textsf {T}}}